# Holtsee
Holtsee (tysk) eller Holtsø (dansk) er en by og kommune og en by i det nordlige Tyskland, beliggende i Amt Hüttener Berge i den østlige del af Kreis Rendsborg-Egernførde. Kreis Rendsborg-Egernførde ligger i den centrale del af delstaten Slesvig-Holsten.

## Geografi
Holtsee ligger øst for Vittensø og sydøst for Hytten Bjerge, ca. seks kilometer syd for Egernførde.
I kommunen ligger ud over Holtsee landsbyerne Lehmsiek (på dansk Lemsig, delvist), Harzhof, Hohenlieth, Harfe, Hohenholm, Grünhorst, Lagenburg og Neu Holtsee.